# Zdroj
Pour plus de détails, voir Fiche technique et Distribution.
Zdroj (Source) est un film documentaire tchèque réalisé par Martin Marecek, sorti en 2005. 
Le film explore les violations de droits civiques commises en Azerbaïdjan sous le régime d'İlham Əliyev lors de la construction de l'oléoduc Bakou-Tbilissi-Ceyhan, notamment les expropriations.